# گوستاوو سیویرو
گوستاوو سیویرو (انگلیسی: Gustavo Siviero؛ زادهٔ ۱۳ سپتامبر ۱۹۶۹) بازیکن فوتبال اهل آرژانتین است که در پست مدافع میانی بازی می‌کرد و مدیر فعلی سی اف اینترسیتی است.